# Neobisium breuili
Neobisium breuili är en spindeldjursart som först beskrevs av Bolivar 1924.  Neobisium breuili ingår i släktet Neobisium och familjen helplåtklokrypare. Inga underarter finns listade i Catalogue of Life.